# 舊克里木 (頓涅茨克州)

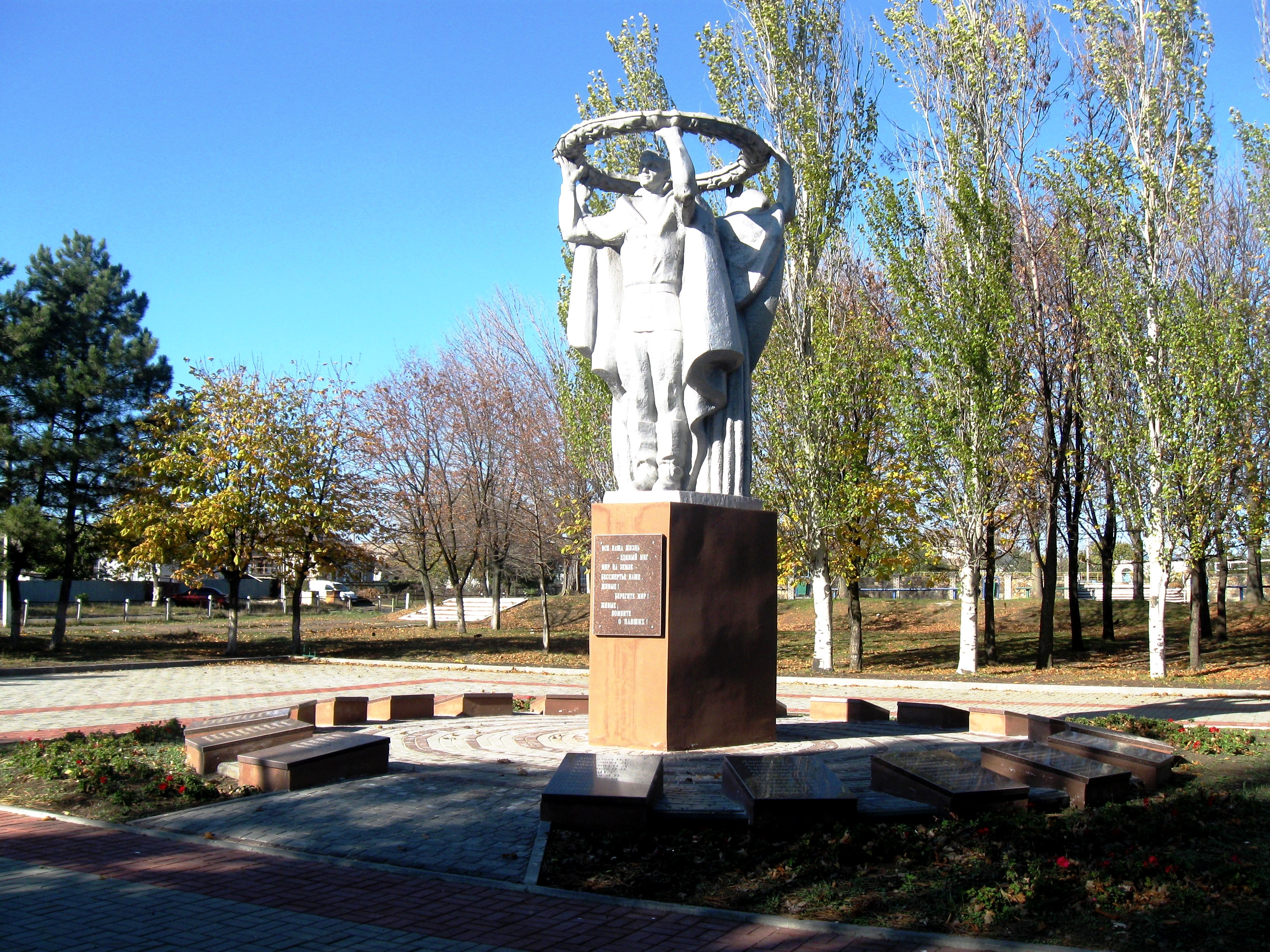
烈士纪念碑

舊克里木（羅馬化：Staryy Krym），是烏克蘭東部頓涅茨克州马里乌波尔区马里乌波尔市镇的鎮。處於卡利奇克河畔，距離馬里烏波爾7公里，始建於1780年，海拔高度39米，2013年人口6,047。